# Wormhole X-Treme
Wormhole X-Treme est le 12e épisode de la saison 5 de la série télévisée Stargate SG-1. Cet épisode, le 100e de la série est unique et très caricatural. Les producteurs ont voulu marquer le coup en montrant ce qu'il se passait au sein du tournage de la série Stargate SG-1.

## Résumé
Le SGC découvre dans l'espace un vaisseau spatial composé d'un matériau déjà connu, en effet un an auparavant SG-1 avait trouvé, avec l'aide de Martin Lloyd, un vaisseau spatial caché dans un bois. A la recherche de Martin, SGC découvre que Lloyd aide des producteurs pour retracer l'histoire de Stargate SG-1 via une série nommée "Wormhole X-Treme".

## Distribution
- Richard Dean Anderson : Jack O'Neill
- Amanda Tapping : Samantha Carter
- Christopher Judge : Teal'c
- Michael Shanks : Daniel Jackson
- Don S. Davis : George Hammond
- Willie Garson : Martin Lloyd
- Michael DeLuise : Nick Marlowe / Colonel Danning / Michael DeLuise (dans son propre rôle)
- Peter DeLuise : Producteur / Peter DeLuise (dans son propre rôle)
- Jill Teed : Yolanda Reese / Stacy Monroe
- Teryl Rothery : Dr. Janet Fraiser
- Peter Flemming : Agent Malcolm Barrett
- Herbert Duncanson : Grell / Douglas Anders
- Kiara Hunter : Princesse extra-terrestre

## Production
Pour ce 100e épisode, les producteurs se sont moqués d'eux-même, en apparaissant dans l'équipe de la série Wormhole X-Treme : le réalisateur de Wormhole X-Treme est joué par Peter DeLuise qui est aussi le réalisateur de Stargate SG-1 et l'écrivain est joué par Robert C. Cooper qui est aussi le scénariste et producteur exécutif de Stargate SG-1.
La franchise Stargate est elle-même parodiée, comme la présence d'un mannequin de Thor (Asgards) sur une scène tournée à l’extérieur du plateau de tournage, ou un planeur de la mort des Goa'ulds passant derrière les acteurs ; et le personnel se moque aussi des scènes incohérentes ou ridicules de la franchise comme les fruits aliens étant terriens, la fonction désintégrateur du zat'nik'tel ou le champ de phase Tollan. Cet épisode fait aussi référence à beaucoup de séries de science-fiction : X-Files, Star Trek (téléportation), L'homme qui valait 3 milliards.